# 웨이청구 (웨이팡시)

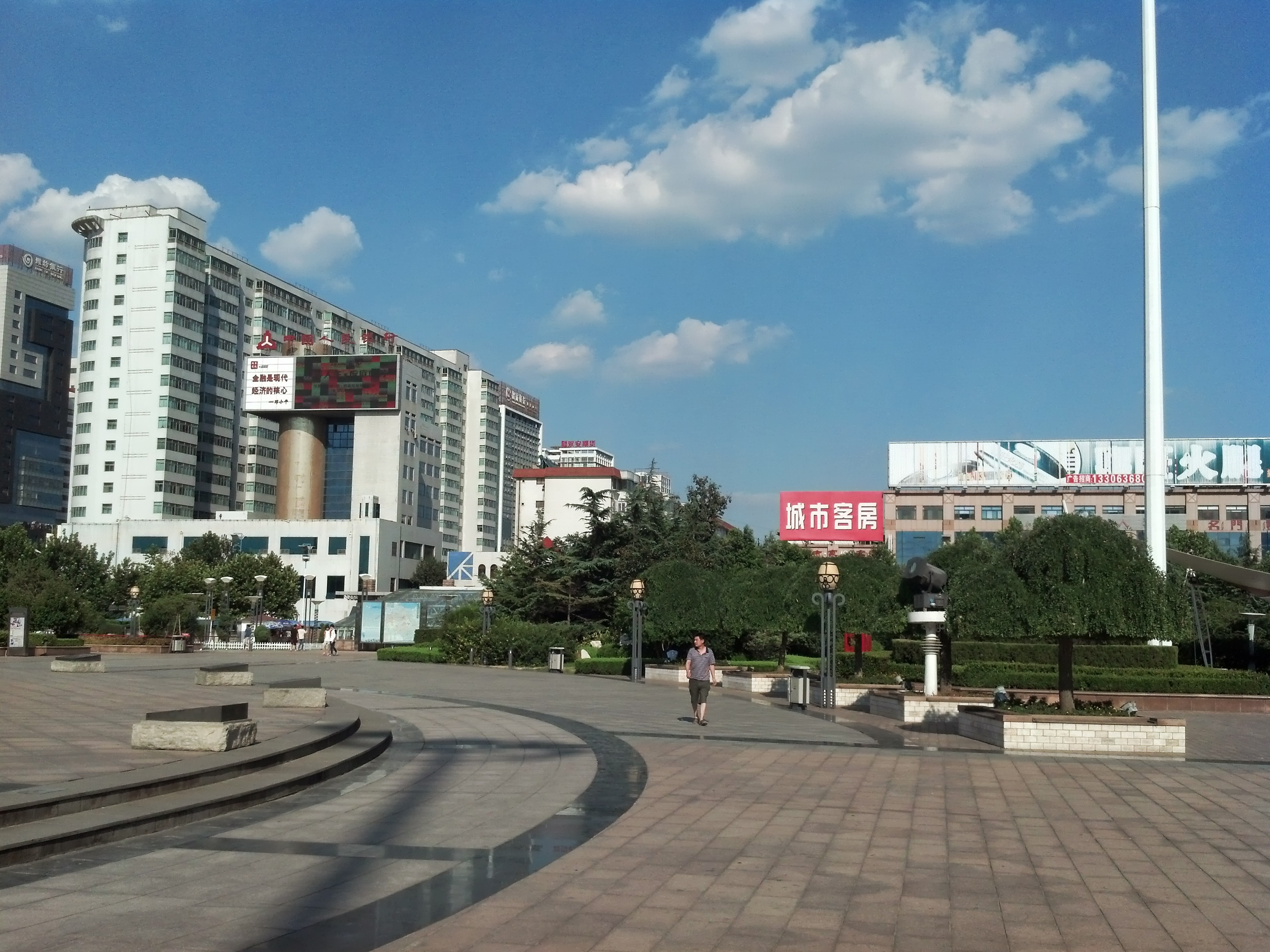

웨이청구(한국어: 유성구, 중국어: 潍城区, 병음: Wéichéng Qū)는 중화인민공화국 산둥성 웨이팡 시의 현급 행정구역이다. 넓이는 272km2이고, 인구는 2007년 기준으로 370,000명이다.

## 행정 구역
6개 가도를 관할한다.
- 가도: 城关街道, 南关街道, 西关街道, 北关街道, 望留街道, 于河街道.